# 119-й Конгресс США
Сто девятна́дцатый Конгре́сс США — заседание Конгресса США, действующее в Вашингтоне с 3 января 2025 года. Он начал функционировать в последние недели президентства Джо Байдена и будет действовать в первые два года второго президентства Дональда Трампа.
Республиканская партия сохранила большинство в Палате представителей и перехватила большинство в Сенате, а с инаугурацией Дональда Трампа 20 января 2025 года впервые со времени 115-го Конгресса в 2017 году, в ходе которого Трамп вступил в должность на свой первый срок, получила общее тройное преимущество в федеральном правительстве.